# Peter Paul Felner
Peter Paul Felner, auch Peter Paul, gebürtig Paul Felner (* 22. Dezember 1884 in Budapest; † 3. Oktober 1927 in Berlin) war ein österreichischer Schriftsteller, Drehbuchautor, Filmregisseur und Filmproduzent.

## Leben
Der Sohn des Rechtsgelehrten Theodor Felner hatte bis zur Jahrhundertwende das Realgymnasium in seiner Geburtsstadt Budapest besucht, ehe er mit seinen Eltern nach Wien umzog und an der dortigen Universität ein Philosophiestudium begann. Ebenfalls im ersten Jahrzehnt des 20. Jahrhunderts begann Felner Romane (Der Weg zur Ehe, Der Schattenmensch, Die Maskenburg) zu schreiben.
1911 wurde Felner als Dramaturg ans Komödienhaus am Schiffbauerdamm nach Berlin berufen. Unmittelbar darauf begann er als Bühnenregisseur zu arbeiten und knüpfte noch vor dem Ersten Weltkrieg, in dem er als Offizier der Reserve diente, erste Kontakte zum Film. In Budapest und Wien begann Felner unter dem Pseudonym „Peter Paul“ Filme zu inszenieren. Mit der Rexa-Film besaß er seine eigene Produktionsfirma. 1920 gründete er in Berlin die Veritas Film GmbH, die ab Dezember 1922 als Peter Paul Felner Film Co. GmbH firmierte. Peter Paul Felner setzte seine Filmkarriere mit deutlich ambitionierteren, kostspieligeren und prominent besetzten Produktionen fort, darunter der Historien- und Kostümstoff Der Graf von Essex und die Literaturadaption Der Kaufmann von Venedig. 1925 hielt er sich kurzzeitig in Paris auf, ohne dass es dort zu filmischen Tätigkeiten kam. Im Mai 1926 gründete er die Peter Paul Felner Film-Produktions-GmbH, kurz Fefi genannt.
Felner starb während der Dreharbeiten zu dem unvollendet gebliebenen Film Die letzten Tage des Zaren Nikolaus an einem Herzschlag.
Das Grab Felners befindet sich auf dem jüdischen Friedhof Graz.

## Filmografie (Regie und Drehbuch)
- 1916: Lotti ezredesei
- 1919: Herzen im Sturm / Marodeure der Großstadt (auch Koproduktion)
- 1920: Gold, der Menschheit Fluch (auch Koproduktion)
- 1920: Marquis Fun (auch Produktion)
- 1920: Golgatha (auch Produktion)
- 1920: Prinz und Tänzerin (auch Produktion)
- 1920: Gefesselt (auch Produktion)
- 1920: Narren der Liebe (auch Produktion)
- 1922: Der Graf von Essex
- 1923: Dunkle Gassen
- 1923: Der Kaufmann von Venedig (auch Produktion)
- 1924: Das goldene Kalb
- 1924: Prater
- 1926: Die Welt will belogen sein
- 1926: Das Meer (auch Produktion)